# Matasiete
I matasiete erano guerrieri musulmani fanatici reclutati negli eserciti dell'Impero ottomano. Per esaltare il loro coraggio si vestivano con pelle di leone e affrontavano il nemico armati di scimitarra o altre armi bianche. Furono impiegati in diverse battaglie e azioni di guerra come per esempio durante il grande assedio di Malta del 1565 dove furono tra i primi a lanciarsi contro le imponenti fortificazioni dei Cavalieri di Malta. Il diario dell'assedio del mercenario italo-spagnolo Francesco Balbi da Correggio riporta la presenza di alcune migliaia di questi fanatici religiosi.

## Etimologia del nome
Il nome matasiete derivava dallo spagnolo matar, "ammazzare" (a sua volta derivante dal verbo arabo mata, che ha lo stesso significato), e da siete che significa "sette", oppure "molti". Successivamente verrà anche italianizzato in "ammazzasette".